# Governatorato di Varsavia
Il governatorato di Varsavia (in polacco: Gubernia warszawska) fu un'unità amministrativa (governatorato) del Regno del Congresso (nome assunto dalla Polonia dopo il Congresso di Vienna).
Fu creato nel 1844 a partire dal governatorato di Masovia e dal Governatorato di Kalisz, ed aveva capitale a Varsavia. Nel 1867 i territori del governatorato furono divisi in tre governatorati minori: quello di Varsavia, il Governatorato di Piotrków e per ricreare il governatorato di Kalisz.
Una riforma minore del 1893 accrebbe il governatorato di Varsavia con i territori del governatorato di Płock e del Governatorato di Łomża.